# 文京町 (前橋市)
文京町（ぶんきょうちょう）は、群馬県前橋市の町名。文京町一丁目から文京町四丁目までが設置されている。面積は1.16km2（2011年9月末現在）。郵便番号は371-0801。

## 地理
両毛線の南側に位置する。JR両毛線を挟んで北は本町、三河町、朝日町に、広瀬川を挟んで東は天川大島町に、南は天川原町、天川町、朝倉町と、西は南町と接する。けやきウォーク前橋を中心にして南部大渡線沿いに商業地があり。町域内には教育施設が比較的多く立地している。

### 河川
- 広瀬川

## 歴史
1967年に前橋市の中川町、天川町、天川原町、高田町の各一部が合併し成立した地名である。
文京町二丁目にはかつて旧ダイハツ車体(現ダイハツ九州)の工場があったが2004年11月に閉鎖。その跡地にユニー系列のショッピングモール、けやきウォーク前橋が2007年3月10日にオープンした。けやきウォーク前橋の核店舗の一つであるユナイテッド・シネマは現在前橋市にある唯一の映画館となっている。

### 年表
- 1967年中川町、天川原町、高田町の各一部から文京町一丁目、天川町、天川原町、高田町の各一部から文京町二丁目、文京町三丁目、天川町、高田町の各一部から文京町四丁目が成立。
- 2004年11月 旧ダイハツ車体の工場が閉鎖する。
- 2007年3月10日 けやきウォーク前橋がオープンする。

### 地名の由来
町名は地内に小学校、中学校、高校があることに由来する。また、この場合の高校は現存する前橋清陵高等学校ではなく、同地に存在した前橋高等学校(現在は下沖町に移転)のことを指す。

## 世帯数と人口
2017年（平成29年）8月31日現在の世帯数と人口は以下の通りである。
| 丁目         | 世帯数    | 人口    |
| ------------ | --------- | ------- |
| 文京町一丁目 | 826世帯   | 1,746人 |
| 文京町二丁目 | 651世帯   | 1,551人 |
| 文京町三丁目 | 744世帯   | 1,774人 |
| 文京町四丁目 | 430世帯   | 927人   |
| 計           | 2,651世帯 | 5,998人 |

## 小・中学校の学区
市立小・中学校に通う場合、学区（校区）は以下の通りとなる。
| 町丁         | 区域 | 小学校             | 中学校             |
| ------------ | ---- | ------------------ | ------------------ |
| 文京町一丁目 | 全域 | 前橋市立天川小学校 | 前橋市立第五中学校 |
| 文京町二丁目 | 全域 | 前橋市立天川小学校 | 前橋市立第五中学校 |
| 文京町三丁目 | 全域 | 前橋市立天川小学校 | 前橋市立第五中学校 |
| 文京町四丁目 | 全域 | 前橋市立天川小学校 | 前橋市立第五中学校 |

## 交通

### 鉄道
鉄道駅はない。

### 道路
国道は通っていない。県道は群馬県道2号前橋館林線が通っている。
文京郵便局東交差点の旧称、郵便局前交差点はかつて文京町四丁目19番地にあった前橋文京郵便局に由来する。前橋文京郵便局は移転し、現在は朝倉町一丁目31番地にある(名称は前橋文京郵便局のままである)。

## 施設

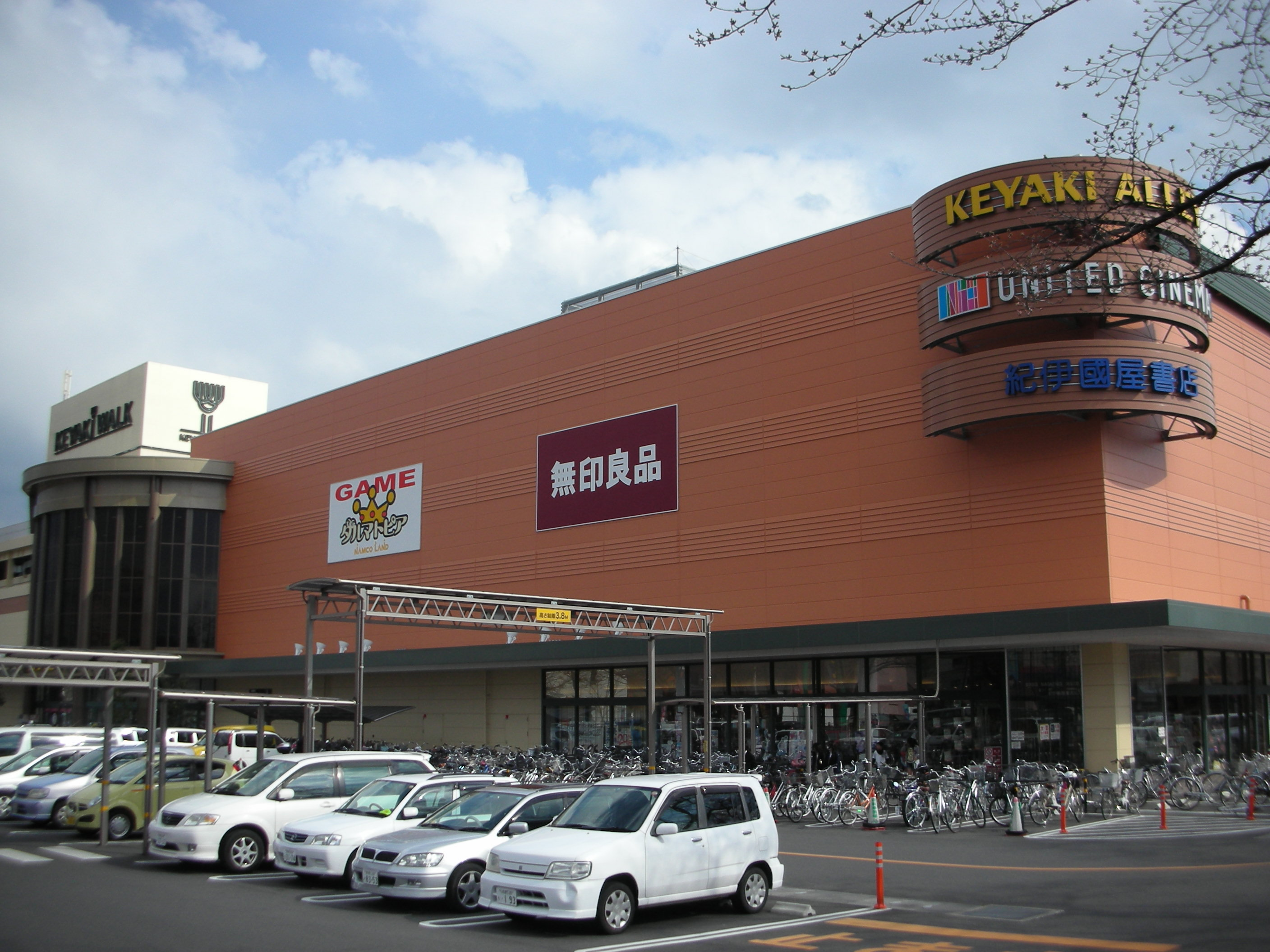
けやきウォーク前橋

- けやきウォーク前橋
- 群馬県生涯学習センター
- 群馬県立文書館
- 前橋二子山古墳

### 教育機関
高等学校
- 群馬県立前橋清陵高等学校

中学校
- 前橋市立第五中学校

小学校
- 前橋市立天川小学校